# Chính sách thị thực của Turkmenistan
Theo luật, công dân của tất cả các quốc gia cần thị thực để đến Turkmenistan. Để xin thị thực du lịch Turkmenistan, tất cả người nước ngoài phải cung cấp thư mời được cấp bởi đại lý du lịch có bằng được cấp bởi Turkmenistan.
Người sở hữu thư mời được cấp bởi một công ty đăng ký tại Turkmenistan với sự phê chuẩn trước từ Bộ Ngoại giao có thể xin thị thực tại cửa khẩu có hiệu lực 10 ngày, có thể gia hạn thêm 10 ngày.
Công dân của tất cả các quốc gia có quyền quá cảnh không cần xin thị thực tại khu quá cảnh quốc tế của sân bay Ashgabat.
Cần có một giấy phép đặc biệt được cấp trước khi nhập cảnh bởi Bộ Ngoại giao nếu muốn đến: Atamurat, Cheleken, Dashoguz, Serakhs và Serhetabat.

## Miễn thị thực đặc biệt
- Kazakhstan — cư dân của tỉnh Atyrau và tỉnh Mangystau được miễn thị thực đến vùng Balkan lên đến 5 ngày.[5]
- Uzbekistan — cư dân của tỉnh Xorazm và tỉnh Bukhara cũng như cư dân của quận Amudaryo, Xo‘jayli, Shumanay, Qo‘ng‘irot và thành phố Taxiatosh của Karakalpakstan và cư dân quận Dehkanabad, Guzar, Nishon và Myrishkor của tỉnh Qashqadaryo và cư dân quận Sherobod và Muzrabot của tỉnh Surxondaryo được miễn thị thực 3 ngày trong mỗi chu kỳ 1 tháng. Trong dịp Eid al-Fitr và Eid al-Adha họ được cho phép đến đây 2 lần một tháng, nhưng không quá 7 ngày.[6]

## Hộ chiếu không phổ thông
Người sở hữu hộ chiếu ngoại giao hoặc công vụ của Armenia, Azerbaijan, Belarus, Bulgaria, Trung Quốc, Cộng hòa Séc, Gruzia, Hungary, Iran, Nhật Bản, Kazakhstan, Kyrgyzstan, Macedonia, Malaysia, Moldova, Mông Cổ, Romania, Nga, Slovakia, Tajikistan, Thổ Nhĩ Kỳ, Ukraina, Uzbekistan và công dân sở hữu hộ chiếu ngoại giao của Ấn Độ và Hàn Quốc không cần thị thực để đến Turkmenistan. Người sở hữu hộ chiếu ngoại giao của Canada, New Zealand, Anh Quốc và Hoa Kỳ có thể xin thị thực miễn phí tại cửa khẩu.
Thỏa thuận miễn thị thực cho hộ chiếu ngoại giao được ký với Pakistan vào tháng 1 năm 2018 và chưa được thông qua.

## Từ chối thị thực
- Abkhazia
- Artsakh
- Cộng hòa Nhân dân Donetsk
- Cộng hòa Nhân dân Lugansk
- Bắc Síp
- Cộng hòa Ả Rập Sahrawi Dân chủ
- Somaliland
- Nam Ossetia
- Transnistria